# 萊克維爾 (明尼蘇達州)
萊克維爾（英語：Lakeville）是美國明尼蘇達州達科他縣的一座城市，與伯恩斯維爾、蘋果谷、法爾明頓等城市比鄰，是雙子城都會區的一部分。依據2020年美國人口普查報告人口有69,490人。

## 外部連結
- City website （页面存档备份，存于）
- Lakeville Area Convention and Visitors Bureau （页面存档备份，存于）
- Lakeville Area Chamber of Commerce 美國國會圖書館的存檔，存档日期2005-06-30